# Hetast i Almedalen
Hetast i Almedalen var en utmärkelse som 2007–2017 delades ut av pr-byrån Westander till den aktör som lyckats bäst med att nå ut med sitt budskap under Almedalsveckan i Visby.
Vinnaren utsågs av en jury med ledamöter från ideella organisationer, media och näringsliv. Syftet med utmärkelsen var att inspirera fler att delta i samhällsdebatten.

## Pristagare
- 2007: RFSL:s ordförande Sören Andersson och Daniel Juvas[2]
- 2008: FRA:s generaldirektör Ingvar Åkesson[3]
- 2009: Rättvisemärkt (numera Fairtrade)[4]
- 2010: Feministiskt initiativ och Frälsningsarmén[5]
- 2011: KRIS[6]
- 2012: Almedalsdrinken[7]
- 2013: Stödkommittén Free Dawit och #sittmeddawit[8]
- 2014: Ärkebiskop Antje Jackelén[9]
- 2015: Cancerfonden och #skuggakuten[10]
- 2016: SOS Barnbyar och #ROTLÖS[11]
- 2017: Make Equals kampanj #ochjagprotesterade[12]

## Kritik
Det har flera gånger förekommit kritik mot Hetast i Almedalen. Ibland har denna gällt vinnarens budskap, som när KRIS 2011 kritiserades av missbruksforskaren Björn Johnson. Vid andra tillfällen har det handlat om den vinnande kampanjmetoden, som när Alex Schulman och Sigge Eklund 2013 kritiserade #sittmeddawit.
När ärkebiskop Antje Jackelén vann priset 2014 framförde prästen Dag Sandahl jävskritik mot Westander i en motion till kyrkomötet, Svenska kyrkans högsta beslutande organ. Anklagelserna om jäv bemöttes av pr-byråns vd Patrik Westander.